# DEM L71

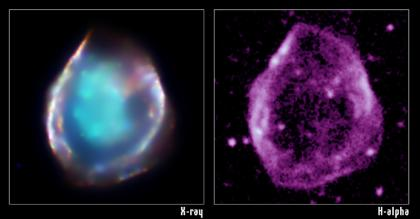
DEM L71 (Aufgenommen von dem Chandra-Röntgenobservatorium der NASA)
Auch bekannt als: SNR 0505-67.9
Sternbild: Dorado
Beobachtungsdaten: 4. Januar 2000
Entfernung: 160.000 Lj
Erscheinungsdatum: 12. März 2003

Der Supernovaüberrest DEM L71 zeigt eine heiße innere Wolke (Aqua) aus glühendem Eisen und Silizium, die von einer äußeren Druckwelle umgeben ist. Diese äußere Druckwelle ist auch bei optischen Wellenlängen sichtbar. Beobachtungen zeigen, dass die zentrale Zehn-Millionen-Grad-Celsius-Wolke die Überreste einer Supernova-Explosion ist, die einen weißen Zwergstern zerstörte. Man kann die ausgeworfene Masse der Ejekta mit der Masse der Sonne vergleichen. Es wird angenommen, dass einige weiße Zwergsterne in Doppelsternsystemen, anstatt sich einfach abzukühlen und leise zu verschwinden, ihren Gefährten genug Masse entziehen, um instabil zu werden und eine nukleare Detonation auszulösen. Dadurch konnte man diesen Supernova-Überrest als einen Typ Ia identifizieren. Das Licht der selbstzerstörerischen Explosion dieses kleinen Sterns hätte die Erde bereits vor mehreren Tausend Jahren erreicht.